# ایهور شوخوتسف
ایهور شوخوتسف (اوکراینی: Ігор Вікторович Шуховцев؛ زادهٔ ۱۳ ژوئیهٔ ۱۹۷۱) بازیکن فوتبال اهل اوکراین است.
از باشگاه‌هایی که در آن بازی کرده‌است می‌توان به باشگاه فوتبال اورال یکاترینبورگ، باشگاه فوتبال آرسنال کی‌یف، باشگاه فوتبال ماریوپول، باشگاه فوتبال متالیست خارکوف، باشگاه فوتبال تاوریا سیمفروپول، و باشگاه فوتبال زوریا لوهانسک اشاره کرد.